# Офіційний перелік регіонально рідкісних рослин Миколаївської області
Офіційний перелік регіонально рідкісних рослин Миколаївської області — список, що містить перелік видів рослин, які не занесені до Червоної книги України, але є рідкісними або такими, що перебувають під загрозою зникнення на території Миколаївської області.

## Історія
Перелік було затверджено рішенням Миколаївської обласної ради народних депутатів від 16 жовтня 1990 p. № 1. До списку входять 38 видів судинних рослин.

## Перелік
| № п/п | Українська назва виду   | Біномінальна назва                                      |
| ----- | ----------------------- | ------------------------------------------------------- |
| 1     | Аконіт кущистий         | Aconitum eulophum Rchb.                                 |
| 2     | Анемона лісова          | Anemone sylvestris L.                                   |
| 3     | Астрагал нежданий       | Astragalus abruptus Krytzka                             |
| 4     | Астрагал одеський       | Astragalus odessanus Bess.                              |
| 5     | Белевалія сарматська    | Bellevalia sarmatica (Pall. ex Georgi) Woronow          |
| 6     | Валеріана пагононосна   | Valeriana stolonifera Czern.                            |
| 7     | Вероніка Гриньова       | Veronica gryniana Klokov                                |
| 8     | Виноград лісовий        | Vitis silvestris Roth                                   |
| 9     | Голокучник дубовий      | Gymnocarpium dryopteris (L.) Newm.                      |
| 10    | Горицвіт весняний       | Adonis vernalis L.                                      |
| 11    | Деревій тонколистий     | Achillea leptophylla M.Bieb.                            |
| 12    | Кермек широколистий     | Limonium platyphyllum Lincz.                            |
| 13    | Китятки молдавські      | Polygala moldavica Kotov                                |
| 14    | Латаття біле            | Nymphaea alba L.                                        |
| 15    | Леопольдія тонкоцвіта   | Leopoldia tenuiflora (Tausch) Heldr.                    |
| 16    | Лещиця горбкова         | Gypsophilla collina Stev. ex Ser.                       |
| 17    | Ломиніс цілолистий      | Clematis integrifolia L.                                |
| 18    | Льон лінійнолистий      | Linum linearifolium (Lindem.) Jáv.                      |
| 19    | Льонок великохвостий    | Linaria macroura (Bieb.) Bieb.                          |
| 20    | Мигдаль степовий        | Amygdalus nana L.                                       |
| 21    | Миколайчики приморські  | Eryngium maritimum L.                                   |
| 22    | Оман високий            | Inula helenium L.                                       |
| 23    | Первоцвіт весняний      | Primula vera L.                                         |
| 24    | Півники солелюбні       | Iris halophila L.                                       |
| 25    | Рапонтикум серпієвидний | Rhaponticum serratuloides (Georgi) Bobr.                |
| 26    | Рожа бліда              | Alcea pallida (Waldst. & Kit. ex Willd.) Waldst. & Kit. |
| 27    | Смілка приземкувата     | Silene supina M.Bieb.                                   |
| 28    | Солодка гола            | Glycyrrhiza glabra L.                                   |
| 29    | Тринія багатостеблова   | Trinia multicaulis Schischk.                            |
| 30    | Трясучка середня        | Briza media L.                                          |
| 31    | Фегоптерис з'єднуючий   | Phegopteris connectilis (Michx.) Watt                   |
| 32    | Фіалка висока           | Viola elatior Fr.                                       |
| 33    | Чебрець молдавський     | Thymus moldavicus Klokov et Shost.                      |
| 34    | Чемериця чорна          | Veratrum nigrum L.                                      |
| 35    | Чистець вузьколистий    | Stachys angustifolia M.Bieb.                            |
| 36    | Шипшина українська      | Rosa ucrainica Chrshan.                                 |
| 37    | Юринея Пачоського       | Jurinea paczoskiana Iljin                               |
| 38    | Яблуня рання            | Malus praecox (Pall.) Borkh.                            |